# Бяла църква (Разлог)
Бялата църква е частично запазена късносредновековна българска църква край град Разлог, България.

## Описание
Останките на църквата се намират на около 6 километра югозападно от Разлог и са обявени за паметник на културата. Църквата датира от около IX-X век. Църквата вероятно е била триконхална.
Трите църкви в местността Круше – Бялата, Писаната и „Свети Никола“ свидетелстват за наличие на голямо селище от времето на Второто българско царство. Около тях са открити останки от солидни основи, много фрагменти от битова и строителна керамика, християнски погребения и монетна находка от ХІІ век.